# Luther: Cae la noche
Luther: Cae la noche es una película de intriga policíaca estadounidense de 2023, dirigida por Jamie Payne y protagonizada por Idris Elba, Cynthia Erivo y Andy Serkis. Largometraje inspirado en la serie de televisión Luther.

## Sinopsis
El brillante pero caído en desgracia inspector de policía londinense John Luther (Idris Elba) se fuga de la cárcel para intentar atrapar al sádico asesino en serie David Robey (Andy Serkis).

## Reparto
- Idris Elba - John Luther
- Cynthia Erivo - Odette Raine
- Dermot Crowley - Martin Schenk
- Andy Serkis - David Robey
- Thomas Coombes - Archie Woodward
- Hattie Morahan - Corinne Aldrich
- Lauryn Ajufo - Anya Raine
- Vincent Regan - Dennis McCabe
- Einar Kuusk - Arkady Kachimov

## Producción
El concepto de una adaptación cinematográfica para la serie de la BBC se abordó en agosto de 2013, cuando el creador de la serie, Neil Cross, reveló que había escrito un guion para una precuela de la serie.
En julio de 2020, Idris Elba declaró que no había "planes formales" para otra temporada del programa, pero expresó su deseo de volver al papel en una película y que esto estaba cerca de suceder. La película se confirmó en septiembre de 2021 para su estreno en Netflix, con Cynthia Erivo y Andy Serkis protagonizando junto a Elba.
Elba anunció el 10 de noviembre de 2021 que había comenzado el rodaje. El rodaje tuvo lugar en Londres y en Lite Studios en Bruselas, Bélgica.
Lorne Balfe compuso la partitura, incorporando motivos de Paradise Circus de Massive Attack, que se utilizó como tema de la serie de televisión. La película también presenta una versión de la canción antes mencionada.